# Дорофеева, Алла Владимировна
А́лла Влади́мировна Дорофе́ева (14 сентября 1935, Москва — 20 мая 2020, Москва) — российский математик, заслуженный преподаватель МГУ имени М. В. Ломоносова (2003), специалист по истории и методологии математики, автор научной, методической и учебной литературы.

## Биография
Родилась 14 сентября 1935 года. Окончила школу в г. Евпатория (Крым, РСФСР) с золотой медалью. С 1952 по 1957 год училась на механико-математическом факультете МГУ имени М. В. Ломоносова. В 1957 году поступила в аспирантуру того же факультета (научный руководитель — профессор К. А. Рыбников), где проучилась до 1960 года. В 1963 году защитила диссертацию по истории вариационного исчисления на соискание учёной степени кандидата физико-математических наук. В 1966 году стала доцентом кафедры теории вероятностей Механико-математического факультета МГУ имени М. В. Ломоносова.
Умерла 20 мая 2020 года в Москве.

### Личная жизнь
Муж Аллы Владимировны — инженер-электрик (окончил энергетический институт), их две дочери получили математическое образование, растят детей.

## Научная и преподавательская деятельность
Область научных интересов: история и методология математики (развитие вариационного исчисления, интегральных уравнений, формирование функционального анализа).
Читает в Университете курс лекций «История и методология математики». Ведёт лекционные и семинарские занятия по высшей математике на Философском факультете МГУ.
А. В. Дорофеева является автором более 76 научных работ и статей, в том числе в энциклопедических изданиях (например, в «Историко-математических исследованиях» (выпуски 14 (1961) и 15 (1963)), разделы «Вариационное исчисление» в третьем томе «Истории математики с древнейших времён до начала XIX столетия» и «Математике XIX века» (М.: Наука, 1987), в Энциклопедии для детей «Аванта+» (том 11, «Математика»)).

## Учебник по высшей математике для гуманитарных специальностей
А. В. Дорофеева широко известна в образовательной среде как автор «Учебника по высшей математике для философских факультетов университетов», впервые опубликованного ещё в 1971 году. Он стал одним из лучших пособий по основам высшей математики для гуманитарных специальностей. В 2004 году в серии «Классический университетский учебник» выпущено его 3-е переработанное и дополненное издание (появились элементы математической статистики) под названием «Высшая математика. Гуманитарные специальности».
Книга содержит 15 глав. В ней подробно освещены разделы математики, относящиеся к теории конечных и бесконечных множеств, алгебраических структур, чисел и операций с ними, функциям. Изложены темы, посвящённые классическому анализу. Дан подробный исторический очерк развития математик, приведены краткие биографические сведения об упоминаемых в тексте математиках.
По этому учебному пособию ведётся преподавание на философских факультетах страны на отделениях философии, религиоведения, политологии; его постоянно используют в своей работе студенты социологического, психологического, филологического факультетов МГУ, а также на юридическом факультете Академии ФСБ РФ.
В 2009 году в дополнение к этому учебнику был выпущен задачник.